# Project Zero (serie)
Project Zero, conosciuta in Giappone come Zero (零 〜zero〜?) e in Nord America come Fatal Frame, è una serie di videogiochi survival horror per le console creata dalla Tecmo. Dal 2012 Nintendo è diventata co-proprietaria della proprietà intellettuale.
La serie tratta di fantasmi, esorcismi ed oscuri rituali shintoisti. Project Zero ha un'atmosfera survival horror grazie anche alla musica e agli ambienti claustrofobici all'interno dei quali ci si muove. Grossa enfasi viene inoltre data dal design degli ambienti e dei fantasmi che ci si trova ad affrontare lungo tutto il gioco. Il tema principale di Project Zero è la risoluzione di enigmi legati al folclore giapponese e in particolare alla superstizione orientale. I nemici principali della protagonista sono fantasmi e l'unica forma di difesa di cui questa è dotata è la camera obscura, una vecchia macchina fotografica, in grado di esorcizzare gli spiriti quando si fa loro una foto.

## Serie principale
Attraverso tutta la serie si fa riferimento a Kunihiko Asou, un "occultista" fittizio vissuto verso la fine del XIX secolo. Usando la tecnologia occidentale lui, nella finzione del gioco, è stato in grado di inventare alcuni strumenti attraverso cui sarebbe stato possibile mettersi in contatto con gli spiriti dell "altro mondo". Tra le sue invenzioni più importanti ci sono: la camera obscura, l'arma principale utilizzata durante il gioco per difendersi dai fantasmi; la radio spirituale (vista per la prima volta in Project Zero II) attraverso cui è possibile ascoltare i pensieri, cristallizzati in particolari cristalli, degli spiriti sconfitti; un proiettore in grado di mostrare le immagini di fantasmi catturate su pellicole da film.
Secondo Project Zero 3, le diverse invenzioni di Asou sono state diffuse in Giappone e sono state acquistate da collezionisti. La camera obscura usata da Miku nel primo gioco della serie apparteneva a sua madre, Mio trova in Project Zero II una diversa camera obscura mentre esplora il villaggio perduto. Si può presumere che la camera obscura rotta che Rei trova (spedita al suo fidanzato da Kei, lo zio di Mio) è la stessa camera che Mio ha usata nel secondo episodio della serie.

### Project Zero
Il videogioco è stato distribuito nel 2001 per PlayStation 2, e in seguito per Xbox con contenuti extra.
In un'oscura notte di settembre del 1986, una giovane studentessa, Miku, entra nella Magione Himuro per trovare il fratello disperso, Mafuyu. Il fratello era andato in questa casa per cercare il suo amico e mentore Junsei Takamine, un misterioso scrittore di romanzi horror scomparso a sua volta assieme al suo editore Koji Ogata e alla sua assistente Tomoe Hirasaka (una studiosa del paranormale). Takamine si era recato nella magione Himuro alla ricerca di elementi e di ispirazione per il suo nuovo libro, basato sul folklore e sulle leggende giapponesi più misteriose e oscure.
Armata solo di una torcia, Miku entra nella casa tristemente famosa per alcuni orrendi rituali, a causa dei quali si era guadagnata la nomea di "casa maledetta". Miku troverà al suo interno una vecchia macchina fotografica, la "camera obscura", che Mafuyu aveva portato con sé. La macchina fotografica pare avere la capacità di catturare e "esorcizzare" i fantasmi quando gli si scatta una foto.
Il gioco è basato su una storia vera e sulle leggende nate intorno alla magione Himuro in Giappone. Si narra che nella casa in questione fosse morta in modo orribile una famiglia giapponese diversi anni prima. Ciò nonostante Makoto Shibata, il produttore della serie, ha detto che il gioco si basa su due vecchie leggende urbane e sulle storie di fantasmi. Shibata non fa invece menzione alle storie di omicidi avuti luogo nella casa il che ovviamente mette in discussione la versione della "storia vera" reclamizzata dal gioco. È da notare inoltre che il gioco non dichiara che la "storia vera" sia avvenuta in giapponese e che lo slogan "basato su una storia vera" non era stato inserito nella confezione del gioco fino a che questo non è stato venduto anche fuori dal Giappone. Nella versione giapponese del gioco, Miku, la protagonista, è una liceale di 17 anni. Quando il gioco è stato distribuito negli Stati Uniti e in Europa è stata resa più vecchia.

### Project Zero II: Crimson Butterfly
Uscito originariamente per PlayStation 2 nel 2003 ne è stata fatta un'edizione Director's Cut per la Xbox nel 2004. La nuova versione possiede diversi cambiamenti nel gameplay quali la possibilità di giocare il gioco attraverso gli occhi della protagonista (come se fosse uno sparatutto in prima persona) anziché in terza persona, un survival mode e un nuovo finale. Sono inoltre stati inseriti numerosi contenuti extra quali nuovi vestiti e oggetti. Nel 2012 è uscito un remake del titolo per Nintendo Wii: questa versione ha subito un restyling grafico e la telecamera è stata fissata alle spalle del personaggio (come in Resident Evil 4). Sono stati aggiunti due finali in più. Nell'edizione per Wii, inoltre, è stata aggiunta la modalità Haunted House.
Il secondo gioco della serie è connesso a due personaggi incontrati da Miku nel primo gioco della serie: Ryozo e Yae Munakata. Il gioco ha inizio con due sorelle gemelle, Mio Amakura e Mayu Amakura che stanno visitando la casa di campagna dove hanno passato la loro infanzia. Mayu, la più grande delle due ma anche la più fragile sia emotivamente che fisicamente dopo che un incidente avvenuto anni prima l'ha resa zoppa, viene ipnotizzata dal volo di una farfalla purpurea e la segue dentro al bosco. Mio segue Mayu all'interno del bosco ed entrambe finiscono dentro un villaggio abbandonato. Il villaggio è maledetto a causa di un oscuro rituale che deve essere eseguito, all'interno del quale una gemella (o un gemello, nel caso i gemelli siano maschi) viene uccisa dall'altra con l'obiettivo di chiudere i portoni dell'Inferno su cui il villaggio sembra essere stato costruito.
Durante il loro "viaggio" all'interno del villaggio le due gemelle scoprono la camera obscura che le permette di fronteggiare i fantasmi. Durante il gioco le due gemelle verranno separate. Mio è determinata a salvare Mayu e a scappare con sua sorella dal villaggio prima che il destino di morte che incombe su di loro diventi realtà. Mayu, d'altra parte, è la più sensibile delle due gemelle e viene posseduta dallo spirito vendicativo dell'ultima gemella uccisa, Sae, sacrificata anni prima e che aveva dato inizio alla maledizione del villaggio. Lo spirito aveva a suo tempo cercato di scappare con sua sorella ma la sua fuga non aveva avuto successo e durante il gioco cerca di completare il rituale del villaggio attraverso le due gemelle appena arrivate.
L'estetica presentata dal gioco è stata valutata molto positivamente sia dai critici che dai fan della serie. Come suggerisce il nome il colore dominante del gioco è il rosso brillante, questa crea un felice contrasto con gli scenari notturni del gioco e gli ambienti chiusi e senza luce delle case del villaggio. Durante il gioco il tema musicale chiamato Chō (farfalla) composta dall'artista Tsukiko Amano risulta essere legato alle figure di Sae e di Mayu, mentre la canzone Kurenai (ascoltabile nel finale della versione Wii) è legata alla figura di Mio.

### Project Zero 3
È il terzo capitolo della serie, distribuito per PlayStation 2 nel 2006.
Il terzo episodio della serie segue le vicende di Rei Kurosawa, una fotografa freelance di 23 anni. Durante il lavoro fotografa quella che viene considerata una casa stregata e sulle foto prese compare la figura del suo fidanzato morto. Una cosa altrettanto inquietante è che uno strano tatuaggio sta iniziando a comparire sul corpo di Rei, lo stesso tatuaggio è posseduto dai fantasmi che ossessionano i sogni della protagonista. Ad accompagnare Rei durante l'avventura ci sono Kei Amakura (lo zio delle gemelle Akamura protagoniste del secondo episodio), un amico del suo fidanzato deceduto e scrittore di romanzi e Miku Hinasaki l'eroina del primo Project Zero, ora assistente di Rei. Project Zero III è molto simile al secondo episodio in quanto il giocatore può prendere il controllo dei tre personaggi: Rei, Miku e Kei e deve usare la camera obscura per esorcizzare i fantasmi. A Rei durante un sogno pare di vedere il fidanzato morto e lo segue all'interno di quella che viene chiamata "la casa del sonno". Qui incontrerà diversi fantasmi e dovrà risolvere numerosi misteri. Alla fine di ogni capitolo, Rei si risveglia nella sua casa e nota come il tatuaggio è diventato ancora più esteso sul suo corpo.
In alcuni capitoli, il giocatore interpreta Miku o Kei. Questi personaggi hanno abilità differenti da Rei e questo rende lo stile di gioco più interessante. Rei è in grado di usare il flash della macchina fotografica in modo da far spaventare i fantasmi (anche se questa abilità può essere usata solo un numero limitato di volte), Miku è in grado invece di rallentare la velocità degli spiriti mentre Kei, essendo il più forte del trio, è in grado di spostare oggetti pesanti, quali librerie, o saltare dal tetto di un palazzo ad un altro. Inoltre Kei può sedersi in modo da evitare di essere visto da alcuni spiriti. Il nemico principale è un fantasma di donna con un tatuaggio blu che le copre il corpo. Lei appare durante tutto il gioco ma non può essere affrontato tranne che alla fine del gioco. Diversamente da Project Zero II il colore dominante di questa edizione risulta essere il blu, utile anche a sottolineare il tono onirico della narrazione visto che per la maggior parte del gioco ci si trova all'interno di un incubo. Mio, la protagonista del precedente episodio e la nipote di Kei appaiono brevemente. Anche le farfalle purpuree di Project Zero II fanno una breve comparsa in questo episodio.
Il gioco ha una musica chiamata Koe (voce) composta dall'artista Tsukiko Amano che racconta di una donna diventata pazza dopo la morte del suo amante tanto che non ne ricorda più la voce.

### Project Zero: Mask of the Lunar Eclipse
Quarto capitolo della serie, è stato distribuito in Giappone solo per Nintendo Wii il 31 luglio 2008, in seguito alla co-acquisizione della proprietà intellettuale della serie da parte di Nintendo. Il gioco è stato sviluppato da Grasshopper Manufacture e si basa su un gruppo di ragazze che da piccole furono salvate da un detective a seguito di un rapimento. Anni dopo 2 delle cinque ragazze furono trovate morte, così Ruka, Misaki e Madoka decisero di abbandonare l'Isola di Rougetsu.
Una localizzazione ufficiale del gioco, in versione rimasterizzata, uscì internazionalmente il 9 marzo 2023 su Nintendo Switch, Xbox One, Xbox Series X/S, PlayStation 4, PlayStation 5 e  Windows.

### Project Zero: Maiden of Black Water
Il quinto videogioco della serie è stato annunciato nell'aprile del 2014. Il nuovo capitolo della serie è stato mostrato il 17 luglio 2014 ed è uscito, in esclusiva per la console Nintendo Wii U, il 27 settembre 2014 in Giappone e nell'ottobre 2015 nel mercato occidentale. Il progetto include anche un rilancio tramite altri media, come film, fumetti e light novel. In occasione dell'E3 2021 è stata annunciata una versione rimasterizzata del titolo, pubblicata il 28 ottobre 2021 su Nintendo Switch, Microsoft Windows, Xbox One, Xbox Series X/S, PlayStation 4 e PlayStation 5.

## Spin-off

### Real: Another Edition
Real: Another Edition è uno spin-off per cellulare distribuito solamente in Giappone a partire dall'ottobre del 2004. Il gioco sfrutta la fotocamera del cellulare come strumento di gioco.

### Spirit Camera: Le memorie maledette
È uno spin-off della serie per Nintendo 3DS, pubblicato nel 2012. Il titolo è collegato alla riedizione per Wii del secondo capitolo della serie, ovvero Project Zero II: Crimson Butterfly: all'interno del manuale del titolo per la console fissa della Nintendo, si trova un codice RA che può essere letto dal 3DS solo dopo aver concluso lo spin-off e che può sbloccare degli extra per il titolo portatile.

## Adattamenti

### Film
È stato creato un cortometraggio CGI basato sul secondo capitolo del gioco chiamato Zero 4D. Questo però non è stato commercializzato ma è diventato un'attrazione in diversi Luna Park del Giappone, dove vi erano le caratteristiche del cinema 4D. Attualmente, l'unico parco dei divertimenti dove è possibile trovare questa attrazione è a Kumamoto al Greenland.
Una versione cinematografica diretta da Mari Asato è stata prodotta in Giappone ed è uscita durante l'autunno del 2014. Il film è un adattamento del romanzo di Eiji Ōtsuka, basato a sua volta sul primo capitolo della serie, Fatal Frame, ed è ambientato in un dormitorio scolastico giapponese. Le due protagoniste sono Aya Tsukimori (Ayami Nakajō) e Michi Kazato (Aoi Morikawa), due studentesse che investigheranno le misteriose scomparse all'interno del dormitorio.
Un secondo adattamento cinematografico hollywoodiano sarebbe in sviluppo con Christophe Gans come regista, secondo quanto da lui dichiarato nel 2020.

### Fumetti
Una serie manga, intitolata Zero: Kage miko (零 影巫女? lett. "Zero: La miko dell'ombra"), è stata distribuita in Giappone nel 2014 tramite l'applicazione Manga Box della DeNA. La storia è stata scritta da Seimaru Amagi e illustrata da Hakus.
Una nuova serie manga sarà creata da Tadashi Agi.

### Romanzi
La Kadokawa Shoten ha pubblicato ad agosto 2014 il romanzo di Eiji Ōtsuka da cui sarà tratto l'adattamento cinematografico giapponese.